# Comuna Izobilne, Alușta
Izobilne (în ucraineană Ізобільне) este o comună în orașul regional Alușta, Republica Autonomă Crimeea, Ucraina, formată din satele Izobilne (reședința), Nîjnea Kutuzovka și Verhnea Kutuzovka.

## Demografie
Componența lingvistică a comunei Izobilne
     Rusă (64,29%)
     Tătară crimeeană (27,33%)
     Ucraineană (6,78%)
     Alte limbi (0,26%)
Conform recensământului din 2001, majoritatea populației comunei Izobilne era vorbitoare de rusă (64,29%), existând în minoritate și vorbitori de tătară crimeeană (27,33%) și ucraineană (6,78%).